# Moses Asch
Moses ("Moe") Asch (2 de Dezembro de 1905, Varsóvia - 19 de Outubro de 1986, Nova Iorque) foi o fundador da Folkways Records.